# Alfoz de Quintanadueñas
Alfoz de Quintanadueñas es un municipio español de la provincia de Burgos, en la comunidad autónoma de Castilla y León. Perteneciente a la comarca de Alfoz de Burgos y al partido judicial de Burgos, está situado a pocos kilómetros al noroeste de la capital provincial.

## Geografía
Situado al noroeste de Burgos y a una legua (6 km) de esta ciudad, en la orilla derecha del río Ubierna y goza en la actualidad de una evidente expansión.

### Núcleos de población
Quintanadueñas es la capital del municipio, que cuenta con cuatro entidades locales menores: Arroyal, Marmellar de Arriba, Páramo del Arroyo y Villarmero.
| Código INE | Denominación        | Superficie (ha) | Habitantes 1970 | Habitantes 2010 |
| ---------- | ------------------- | --------------- | --------------- | --------------- |
| 09028      | Arroyal             |                 | 128             | 171             |
| 09204      | Marmellar de Arriba |                 | 52              | 31              |
| 09252      | Páramo del Arroyo   |                 | 100             | 46              |
| 09282      | Quintanadueñas      |                 | 223             | 1364            |
| 09459      | Villarmero          |                 | 70              | 256             |
|            | Suma                |                 | 573             | 1889            |

## Historia
Tiene esta localidad más de un milenio de historia. Como el resto de pueblos de la comarca burgalesa, apareció en las postrimerías del siglo IX o muy a principios del X. El territorio, que abarca el río Ubierna y el tramo alto del Arlanzón, se recuperó para Castilla en la reconquista-repoblación llevadas a cabo tras las fundaciones de Ubierna y Burgos ordenadas por el rey Alfonso III de Oviedo en el año 884.
La historia tiene presentes a los distintos pueblos que forman parte del Alfoz de Quintanadueñas. El primero en aparecer es Marmellar de Arriba, en el año 949 y le sigue Páramo del Arroyo surgido en 961. Arroyal aparece más tarde, en 1129, y finalmente aparece Villarmero, en 1214. Estas fechas corresponden a documentación eclesiástica.
No se sabe cuándo ni quién fundó Quintanadueñas. Los historiadores han apreciado gran proliferación de monasterios de monjes y monjas en la tierra de Burgos en la primera centuria de su existencia.
A pesar de que existe un gran vacío documental se ha supuesto que la población se originó debido a la secularización de un monasterio de monjas. El tránsito de monasterio a poblado secular se fija hacia el año 1000 puesto que en 1068, el rey Sancho II de Castilla dona al obispo Simeón "la villa de Quintana Dueñas enteramente, con sus sernas, viñas, prados y los términos que a ella corresponden".
Nacida bajo un signo abacial, tras un tiempo de régimen secular, la joven villa de Quintanadueñas entra en la órbita eclesial de la sede burgense. Tras el báculo abacial, la villa es gobernada por el báculo episcopal. El interés del obispado de Burgos queda demostrado por el florecimiento del románico en la villa.
A partir del siglo XII, Quintanadueñas resulta beneficiaria de una vecindad por su cercanía a Burgos, cámara del rey y cabeza de Castilla. A partir de este momento Quintanadueñas crece en población. Este incremento se debe a la agregación de otros lugares próximos, nacidos en los años de la primera repoblación, todos situados en un arco de radio inferior a 2 km del casco de la villa. Así, Quintanadueñas absorbe el lugar de Quintanilla de Quintanadueñas (nombrado en 1103), Páramo de Arriba (citado en 1129) y Villacesereo, llamado hoy pago de San Pedro, cercano a la fuente del Arco. Otra razón que explica el crecimiento de este municipio es la comodidad que ofrece a la burguesía de la capital para su instalación e inversión en el campo.
El resto de pueblos del alfoz también absorben otros lugares. Así Arroyal se queda con Valoria, Mazarifos y Quintanapuercas; Páramo del Arroyo absorbe Quintana y, finalmente, Villarmero a Villaluenga.
En Quintanadueñas existen linajes como los Yáñez, Hoyos y Del Peso, aunque el más relevante será el de Quintanadueñas, que tendrá su solar en el cercano lugar de Peñahorada. Otras familias se asentarán en el municipio, siendo la de los Salamanca la más celebrada, ya que llegará a fundar un mayorazgo.
Esta expansión continúa hoy siendo Quintanadueñas uno de los puntos burgaleses con mejor porvenir y garantía de futuro. Actualmente, ocupa la primera posición de pueblos de España con mayor crecimiento en términos porcentuales debido a la "cultura del adosado" que permite una vivienda digna y barata.

## Demografía
Alfoz de Quintanadueñas cuenta con una población de 2139 habitantes (INE 2024).
| Gráfica de evolución demográfica de Alfoz de Quintanadueñas entre 1981 y 2021 |
| |
| Población de derecho según los censos de población del INE Población de hecho según los censos de población del INEEn 1976 aparece este municipio porque se fusionan los municipios Arroyal, Marmellar de Arriba, Páramo del Arroyo, Quintanadueñas y Villarmero. |

Este municipio ha tenido un crecimiento demográfico inusual en la comunidad autónoma a la que pertenece debido a su cercanía con la capital provincial.

## Cultura

### Festividades
Se celebra la fiesta de la Virgen del Rosario el primer domingo de octubre. Está en proyecto la creación de la Fiesta del Alfoz con el propósito de tener una fiesta en verano para todos los pueblos que conforman el Alfoz.

### Gastronomía
Destaca el cordero asado.

## Monumentos y lugares de interés
La iglesia parroquial de Nuestra Señora del Rosario sucede a otra románica, de mayores dimensiones que la actual, y de la que quedan algunos restos: un Pantocrátor de calidad espléndida y unos canecillos de finales del siglo XII.
La iglesia actual se construyó entre los años 1598 y 1620. Es obra de los arquitectos Pedro Rasines y Francisco de Hazas.
A lo largo de los siglos XVII y XVIII se adorna con retablos, algunos de ellos interesantes: el retablo mayor es rococó, obra de Francisco Echevarría, construido entre los años 1766 a 1771. Los retablos de la Santa Cruz y del Rosario son churriguerescos; contienen un Cristo y unas tablas. Los retablos de la Purísima y de la Magdalena son neoclásicos con imágenes de distintas épocas.

## Administración y política
El Ayuntamiento del Alfoz de Quintanadueñas es objeto de rivalidad entre los partidos políticos. En diferentes campañas se ha podido ver a un diputado en un mitin o incluso viajes gratuitos en globo acompañados de espectáculos varios. En las elecciones de 2019 hubo cuatro candidaturas para los once ediles a elegir, el resultado fue el de reelección de Gerardo Bilbao de la candidatura Independientes Alfoz de Quintanadueñas (IAQ) por mayoría absoluta. Coincidiendo con la festividad de San Ildefonso se celebra Concejo Abierto.
| Elecciones municipales del 24 de mayo de 2019 |         |       |         |            |
| Partido                                       | Partido | Votos | Votos   | Concejales |
| IAQ                                           |         | 671   | 59,64 % | 7          |
| PSOE                                          |         | 199   | 17,69 % | 2          |
| PP                                            |         | 123   | 10,93 % | 1          |
| CS                                            |         | 117   | 10,40 % | 1          |

Alcalde electo: Gerardo Bilbao de la candidatura IAQ por mayoría absoluta.

### Tecnología
El Ayuntamiento del Alfoz de Quintanadueñas, en su impulso tecnológico para la zona, ha desarrollado una red mixta wifi-wimax con el fin de dotar a sus ciudadanos de acceso de banda ancha inalámbrica. Allí donde las operadoras convencionales no han podido llegar, la infraestructura municipal llega. Recientemente se ha desplegado una red de fibra óptica FTTH neutra y municipal.

### Energía eólica

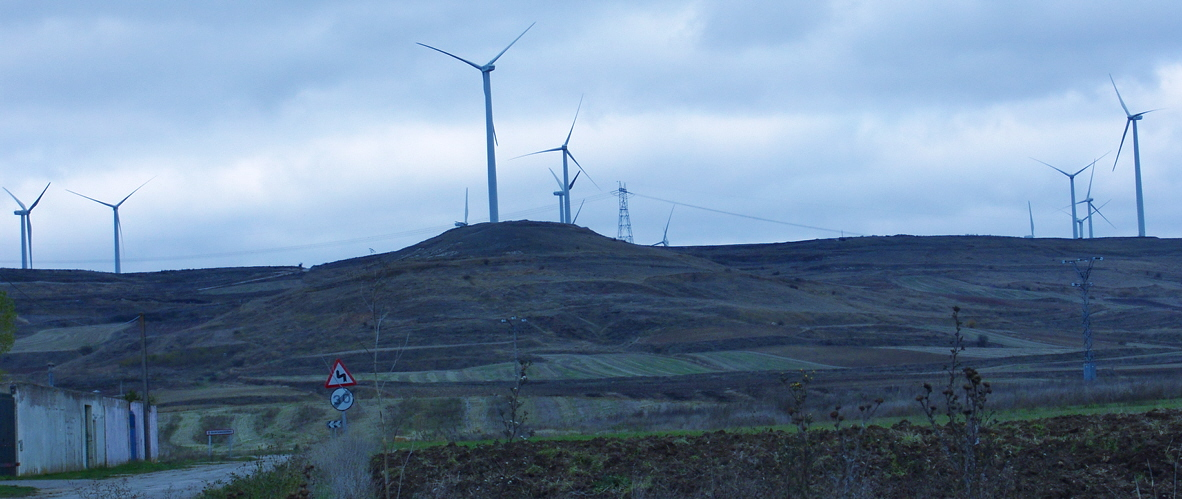
Parque Eólico "El Páramo". Vista desde la carretera de Páramo del Arroyo.

Los parques eólicos previstos en el municipio suponen un severo impacto visual sobre la catedral de Burgos y el monasterio de las Huelgas y así lo ha hecho constar el ayuntamiento de la capital. Por la otra parte, la Mesa Eólica de Burgos ha realizado una valoración muy positiva de la instalación de estos dos proyectos en Arroyal y Páramo del Arroyo.